# Distenia splendens
Distenia splendens là một loài bọ cánh cứng trong họ Cerambycidae.